# Презапасяване
Презапасяването е поведение, при което хората или животните натрупват храна или други предмети.

## Презапасяване при хората
Гражданските вълнения или заплаха от природни бедствия при хората могат да доведат до запасяване с хранителни продукти, вода, бензин и други стоки от първа необходимост, за които се предполага, че скоро ще са в недостиг.